# Joshua Kushner
Joshua Kushner (Livingston, Nueva Jersey; 12 de junio de 1985) es un empresario e inversor estadounidense. Es el fundador de la firma de inversión, Thrive Capital, cofundador de Oscar Health, y el hijo del magnate empresarial Charles Kushner. Su hermano Jared Kushner es el yerno del presidente de Estados Unidos, Donald Trump.

## Primeros años y educación
Kushner creció en una familia judía en Livingston, Nueva Jersey. Se graduó del Harvard College en 2008 y del Harvard Business School en 2011.

## Carrera

### Carrera temprana
Durante su segundo año, Kushner fue fundador de Scene, una publicación estudiantil cuyo propósito era convertirse en la versión de "Harvard de Vogue y Vanity Fair". Según The Harvard Crimson, Scene "se encontró con criticismo tan rápido como fue publicada", con estudiantes yendo tan lejos como crear grupos de Facebook con "La revista Scene es un asco" criticándolo por ser "completamente ridículo ... arruinaba la reputación de la Universidad de Harvard" y "carecía de modelos que fueran minorías".
En la primavera de su primer año, junto a otros estudiantes graduados consiguió 10.000 dólares para fundar la red social Vostu, cuyo propósito era "llenar un hueco creado por las comunidades inglesas en la que el inglés es la lengua franca", como Facebook. Según Kushner, Latinoamérica era un mercado prometedor por una alternativa a Facebook y una nueva red social porque "[era] un lugar donde el uso de Internet crece cada años, y la tecnología también".
El año después de su graduación, también cofundó Unithrive, con el primo del presidente de Kiva quien era estudiante de Harvard. Unithrive estuvo inspirado en Kiva, pero su propósito era "hacer más llevadera la crisis para pagar la Universidad" al hacer coincidir "prestamistas antiguos con estudiantes con problemas económicos ... que [podrían] publicar fotografías e información biográfica y solicitar hasta 2.000 dólares", sin intereses y para el reembolso después de cinco años desde la graduación. Tras graduarse de Harvard, comenzó una carrera en la Private Equity Group de Goldman Sachs, en la Merchant Banking Division, pero lo dejó poco después.

### Thrive Capital
Fundó Thrive Capital en 2009, firma que se centra en inversiones. Desde su fundación, Thrive ha reunido 750 millones de dólares de investores institucionales, incluyendo la Universidad de Princeton. Thrive ha reunido varios fondos capitales, incluyendo Thrive II, que ha reunido 40 millones de dólares en 2011, Thrive III, la cual reunió 150 millones de dólares en 2012, y Thrive IV, que reunió 400 millones de dólares en septiembre de 2014.
Por su trabajo con Thrive, Kushner gue nombrado en la lista de Forbes' 30 Por debajo de 30, Inc. Magazine's 35 Under 35, en la lista de Crain, 40 por debajo de 40, y en la lista de Vanity Fair, Next Establishment.

### Oscar
Kushner también es cofundador de Oscar Health, una aseguradora de salud. Fundada en 2012, Oscar estaba valorada en 2.7 mil millones de dólares en 2016. En 2015, la compañía aseguró a más de 145.000 miembros en cuatro estados, y ha sido nombrado CNBC's Disruptor 50, los nuevos negocios más Innovativos por Inc. Magazine, y por MM&M en el Top 40 Health Care Transformers.

### Cadre
En 2015, Kushner fundó una nueva compañía llamada Cadre con su hermano Jared y su amigo Ryan Williams, con Williams como el CEO de Cadre. Cadre es una plataforma tecnológica diseñada para ayudar a ciertos tipos de clientes, con oficinas para familias y dotaciones.

## Vida personal
Kushner mantiene una relación con la modelo Karlie Kloss desde 2012. Se comprometieron en julio de 2018, tras seis años juntos. Kloss se convirtió al judaísmo en 2018. Kushner y Kloss se casaron el 18 de octubre de 2018. En octubre de 2020 se hizo público que la pareja estaba esperando su primer hijo. El 14 de marzo de 2021 anunciaron el nacimiento de su primer hijo, Levi, por Instagram. El 1 de mayo de 2023 anunciaron que estaban esperando su segundo hijo durante la Met Gala. El 11 de julio de 2023 nació su hijo Elijah.

### Política
A pesar de que es el hermano del asesor jefe del presidente Trump, Jared Kushner, Joshua ha declarado a través de su portavoz que "el ama a su hermano y no quiere hacer nada que pueda ponerle en evidencia. Aun así, el portavoz también declaró que Josh es un demócrata de toda la vida y no votó por Donald Trump en las elecciones", y sus padres fueron votantes del partido demócrata hasta 2016.
Él y su esposa también publicaron imágenes en apoyo a la Marcha por nuestras vidas.